# Hrabstwo Clark (Kansas)

Piramida wieku hrabstwa

Hrabstwo Clark – hrabstwo położone w Stanach Zjednoczonych, w stanie Kansas z siedzibą w mieście Ashland. Założone 26 lutego 1867 roku. Hrabstwo należy do nielicznych hrabstw w Stanach Zjednoczonych należących do tzw. dry county, czyli hrabstw gdzie decyzją lokalnych władz obowiązuje całkowita prohibicja.

## Miasta
- Ashland
- Minneola
- Englewood

## Sąsiednie Hrabstwa
- Hrabstwo Ford
- Hrabstwo Kiowa
- Hrabstwo Comanche
- Hrabstwo Harper
- Hrabstwo Beaver
- Hrabstwo Meade

## Drogi główne
- U.S. Route 54
- U.S. Route 160
- U.S. Route 183
- U.S. Route 283
- Kansas Highway 34